# 창녕대군
창녕대군 이성(昌寧大君 李誠, 1500년 6월 18일 (음력 5월 22일) ~ 1506년 10월 10일 (음력 9월 24일))은 조선의 제10대 왕 연산군의 적차남이다.

## 생애
조선 제10대 임금인 연산군과 폐비 신씨의 차남이다. 아버지 연산군이 중종반정으로 폐출되자, 형 폐세자 황과 이복형 양평군 인, 이복 동생 이돈수와 함께 사사되었다.

## 가족 관계
왕가 전주 이씨(全州 李氏) 
- 조부 : 제9대 성종(成宗, 1457~1494, 재위 1469~1495)
- 조모 : 폐비 윤씨(廢妃 尹氏, 1455~1482)
  - 아버지 : 제10대 연산군(燕山君, 1476~1506, 재위:1494~1506)
  - 숙부 : 제11대 중종(中宗, 1488~1544, 재위 1506~1544)
- 외조부 : 의정부 영의정 거창부원군 장성공 신승선(議政府 領議政 居昌府院君 章成公 愼承善, 1436~1502)
- 외조모 : 정경부인 중모현주 증 흥안부부인 전주 이씨(貞敬夫人 中牟縣主 贈 興安府夫人 全州 李氏)
  - 외숙 : 영의정 익창부원군 신도공 신수근(領議政 益昌府院君 信度公 愼守勤, 1450~1506)
  - 외숙모 : 정경부인 증 청원부부인 청주 한씨(貞敬夫人 贈 淸原府夫人 淸州 韓氏)
    - 외사촌이자 숙모 : 단경왕후(端敬王后, 1487~1557)

  - 어머니 : 폐비 신씨(廢妃 愼氏, 1476~1537)
    - 형 : 원자 (元子, 1494 ~ 1494)
    - 누이 : 휘신공주(廢徽愼公主, 1495 ~ ? )
    - 형 : 폐세자 황(廢世子 𩔇, 1497 ~ 1506)
    - 동생 : 공주 복억(公主 福億, 1499 ~ ?)
    - 동생 : 대군 인수 (大君 人壽, 1501년 ~ 1503년) - 조졸
    - 동생 : 대군 총수 (大君 聰壽, 1502년 ~ 1503년) - 조졸
    - 동생 : 대군 영수 (大君 榮壽, 1503년 ~ 1503년) - 조졸